# Revolverheld

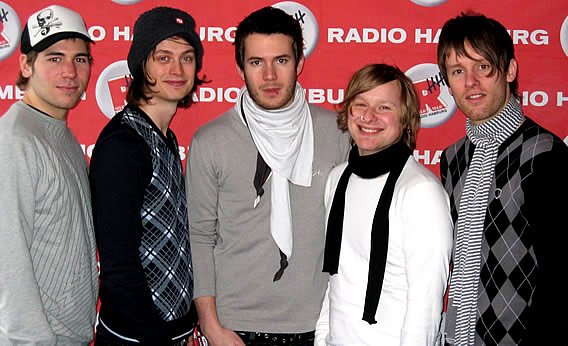
Revolverheld, 2008

Revolverheld – niemiecki zespół muzyczny wykonujący muzykę rockową, założony w 2003 roku.
Do 2004 roku grupa nosiła nazwę Manga, potem zmieniła ją na Tsunamikiller, jednak zaraz po katastrofie Tsunami w grudniu tego samego roku ponownie zmienili nazwę, tym razem na Revolverheld.
W 2014 roku zespół otrzymał Europejską Nagrodę Muzyczną MTV dla najlepszego europejskiego wykonawcy.

## Skład zespołu
- Johannes Strate – śpiew
- Niels Grötsch – śpiew, gitara elektryczna
- Kristoffer Hünecke – śpiew, gitara elektryczna
- Florian „Flo“ Speer – śpiew, gitara basowa
- Jakob Sinn – perkusja

## Dyskografia

### Albumy studyjne
- Revolverheld (2005)
- Chaostheorie (2007)
- In Farbe (2010)
- Immer in Bewegung (2013)
- Zimmer mit Blick (2018)

### Single
- 2005 – „Generation Rock”
- 2005 – „Die Welt steht still”
- 2006 – „Freunde bleiben”
- 2006 – „Mit dir chill'n”
- 2007 – „Ich werd’ die Welt verändern”
- 2007 – „Du explodierst”
- 2007 – „Unzertrennlich”
- 2008 – „Helden 2008”
- 2010 – „Spinner”
- 2010 – „Keine Liebeslieder”
- 2010 – „Halt dich an mir fest” (feat. Marta Jandová)
- 2013 – „Das kann uns keiner nehmen”
- 2014 – „Ich lass für dich das Licht an”
- 2014 – „Lass uns gehen”
- 2015 – „Deine Nähe tut mir weh”
- 2015 – „Darf ich bitten” (feat. Das Bo)
- 2024 – „Alors on danse”